# Karsh Kale
Karsh Kale é um produtor, compositor e músico conhecido por produzir músicas eletrônicas com influências indianas.